# Championnats du monde de gymnastique aérobic 1999
Navigation
Catane 1998 Riesa 2000
Les 5es championnats du monde de gymnastique aérobique ont lieu à Hanovre en Allemagne du 4 au 6 juin 1999.

## Podiums
| Épreuves                    | Or                                                     | Argent                                            | Bronze                                             |
| --------------------------- | ------------------------------------------------------ | ------------------------------------------------- | -------------------------------------------------- |
| Individuel                  |                                                        |                                                   |                                                    |
| Hommes résultats détaillés  | Kwang-Soo Park (KOR)                                   | Olivier Florid (FRA)                              | Halldör Birgir Johannsson (ISL)                    |
| Femmes résultats détaillés  | Yuriko Ito (JPN)                                       | Izabela Lăcătuș (ROU)                             | Patsy Tierney (AUS)                                |
| Groupes                     |                                                        |                                                   |                                                    |
| Couples résultats détaillés | Russie Tatiana Soloviova Vladislav Oskner              | Corée du Sud In-Young Choi Jae-Young Song         | France Rachel Müller Stephan Brecard               |
| Trio résultats détaillés    | Brésil Rodrigo Martins Ibsen Nogueira Admilson Vitorio | France Grégory Alcan Xavier Julien Olivier Salvan | Roumanie Claudiu Moldovan Remus Nicolai Dorel Mois |

## Tableau des médailles
| Rang  | Nation       | Or | Argent | Bronze | Total |
| ----- | ------------ | -- | ------ | ------ | ----- |
| 1     | Corée du Sud | 1  | 1      | 0      | 2     |
| 2     | Brésil       | 1  | 0      | 0      | 1     |
| 2     | Japon        | 1  | 0      | 0      | 1     |
| 2     | Russie       | 1  | 0      | 0      | 1     |
| 5     | France       | 0  | 2      | 1      | 3     |
| 6     | Roumanie     | 0  | 1      | 1      | 2     |
| 7     | Australie    | 0  | 0      | 1      | 1     |
| 7     | Islande      | 0  | 0      | 1      | 1     |
| TOTAL |              |    |        |        |       |